# محمد علي التبريزي الأنصاري
محمد علي بن أحمد القراچه داغي التبريزي الأنصاري (القرن الثالث عشر(1) - 1310 هـ). هو رجل دين وفقيه ومفسر ومرجع شيعي إيراني آذري.
ولد الأنصاري بمدينة تبريز في شمال غرب إيران في فترة حكم الدولة القاجارية، ونشأ في تبريز وبها ابتدأ دراسته الحوزوية، ثم هاجر إلى النجف لإكمال دراسته وبقيّ فيها فترة طويلة وتتلمذ على يد مرتضى الأنصاري في علم الأصول، وعلى يد مهدي الجعفري في علم الفقه، ثم ذهب إلى زيارة مدينة مشهد، فطلب منه حاكم خراسان آنذاك البقاء فيها، فلبى له ذلك الطلب ومكث فيها زماناً حتى سافر إلى طهران وانشغل بالتدريس في «مدرسة سپهسالار» مدّة، ثم طلبه أهل تبريز - حيث مسقط رأسه - فرجع إليهم وظل فيها هناك حتى وفاته.

## آثاره ومؤلفاته
كان يجيد اللغة العربية إجادةً تامة، وكل المؤلفات التي تركها كانت باللغة العربية، وله أشعارٌ كثيرة باللغة العربية؛ منها هذه الأبيات كتبها حين هجرته من النجف إلى مشهد:
يا نجفاً هـجرت عنه بالجفا ** خرجت منك مكرهاً لا بالرضا
يا حبّذا أيّامنا التي مضـت ** فيك وهل يرجع يوم قد مـضى
سموت يا خير البقاع مسكناً ** من الثرى إلى السـماوات العلى
يغبطك السبع الشـداد دائماً ** لأنّ فيك الحق بالعرش استوى
أتى إليك المـجد طراً إذ أتى ** إليك مـن أتى عليه هـل أتى
من جملة المؤلفات والمصنفات التي كتبها:
| - الصراط المستقيم في شرح الأربعين حديثاً في فضائل أمير المؤمنين. - الفتوحات الرضوية في الأحكام الفقهية الاستدلالية. - كتاب الأربعين المشتمل على المدائح والنصائح. - حواشي على رياض السيد علي الطباطبائي. حواشي على كتاب رياض المسائل في تحقيق الأحكام بالدلائل لعلي الطباطبائي. - اللمعة البيضاء في شرح خطبة الزهراء. - حواشي على الفصول في علم الأصول. - حواشي على رسائل الشيخ الأنصاري. حواشي على كتاب الرسائل لأستاذه مرتضى الأنصاري. - رسالة في الطينة وشرح أخبارها. - الأصول المهمّة في أصول الدين. - التحفة المحمّدية في علم العربية. | - رسالة في الأمر بين الأمرين. - الرسالة التمرينية في المنطق. - حاشية على شرح اللمعة. - رسالة في مناسك الحج. - رسالة في أسرار الحج. - تفسير القراچه داغي. - حاشية على القوانين. - تفسير سورة ياسين. - زين المعابد. - فضائل قم. |

## هوامش
- 1 - غير معلومٌ تاريخ ولادته، لأن المصادر التاريخية لم تحدد ذلك، إلاّ أن المعلوم هو أن ولادته كانت في القرن الثالث عشر الهجري.